# Christoph Kirmeser

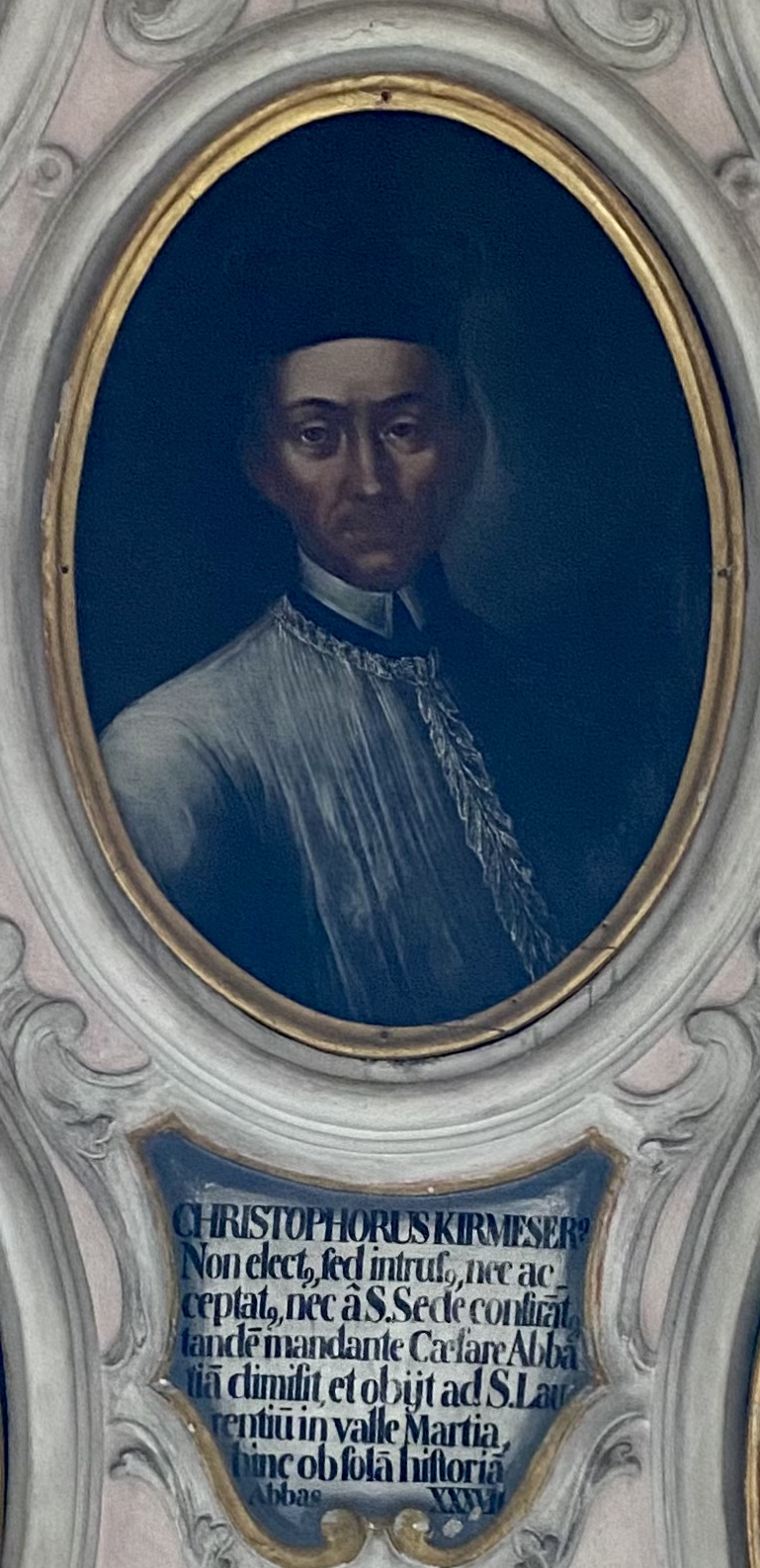
Porträt in der Äbtegalerie im Prälatensaal des Stiftes St. Lambrecht

Christoph Kirmeser (auch Christoph Kirmesser, Christof Kirmiser; lateinisch Christophorum Kirmeserum; tschechisch Krištof Kirmiser; * um 1550 in Schemnitz, Oberungarn; † vermutlich in Sankt Lorenzen im Mürztal) war 1574 bis 1580 Rektor des Pfarrgymnasiums in Neisse. Von 1584 bis 1595 war er, obwohl er nicht dem Orden Augustiner-Chorherren angehörte, Propst des zum Erzbistum Prag gehörenden Augustiner-Chorherrenstifts in Glatz. Während seiner Amtszeit wurde das Chorherrenstift aufgelöst und dessen Besitzungen und Privilegien den Jesuiten übertragen, die nachfolgend das Jesuitenkolleg Glatz errichteten. Christoph Kirmesser musste Glatz verlassen und war danach kurze Zeit Abt des Benediktinerklosters St. Lambrecht in der Steiermark.

## Leben
Christoph Kirmeser erwarb 1569 an der Universität Krakau das Baccalaureat. Anschließend studierte er an der von Jesuiten geleiteten Universität Ingolstadt, die er 1574 mit dem Magistergrad verließ. In Ingolstadt teilte er ein Zimmer mit seinem späteren Schwager Martin Kauschke aus Neisse. Zudem lernte er den Breslauer Domherrn Michael Hiltprandt kennen, der dort seinen Bruder Johannes besuchte, der als Magister an der Universität lehrte. Michael Hiltprandt, der ebenfalls in Ingolstadt studiert hatte, war zu der Zeit Leiter des Neisser Pfarrgymnasiums. Als dort die Stelle des Rektors neu zu besetzen war, schrieb Hiltprandt am 20. Januar 1574 an Kirmeser und bot ihm die Stelle an. Da Kirmeser in Ingolstadt noch die Magisterprüfungen ablegen wollte und zudem einen Ruf an das Kolleg in Eichstätt erhalten hatte, erbat er sich Bedenkzeit. Vermutlich lag ihm auch ein Angebot aus Olmütz vor, da er von dort ein Stipendium in Form einer Präbende bezog, die ihm der Olmützer Bürgermeister Wenzel Edelmann vermittelt hatte. Schließlich entschied er sich für Neisse.
Über Wien und Olmütz erreichte er am 9. Mai 1574 Neisse, wo er wenige Tage später das Rektorat der Pfarrschule übernahm. Deren Ansehen stieg ein Jahr später erheblich, als das Breslauer Klerikalseminar nach Neisse verlegt und mit dem Pfarrgymnasium verbunden wurde. Während Kirmesers Gehalt vom Rat der Stadt Neisse bezahlt wurde, erfolgte die Besoldung der Philosophie- und Theologieprofessoren aus Mitteln des Breslauer Bischofs.
Am 16. Januar 1576 vermählte sich Kirmeser mit Agnes, einer Tochter des Neisser Bürgers Joachim Kauschke. Sie starb am 14. Juli 1580 und hinterließ einen Sohn Joachim sowie die Tochter Barbara. Nach dem Tod seiner Ehefrau entschloss sich Kirmeser, in den geistlichen Stand zu treten. Am 7. Oktober 1580 kündigte er mit einem deutsch verfassten Schreiben seine Stellung beim Rat der Stadt und teilte mit einem lateinischen Brief dem Rektor des Klerikalseminars, Kanoniker Martin Lochmann mit, dass er sein Amt niederlege. Im Dezember d. J. verließ er Neisse. Nach der Priesterweihe, die er vermutlich in Olmütz erhielt, wurde er Domherr am Kollegiatstift St. Peter in Brünn. Ab 1582 ist er als Pfarrer von St. Jakob in Brünn belegt. Es ist möglich, dass er diese Würden mit Hilfe der Jesuiten erlangte, die seit einiger Zeit in Brünn wirkten.
Bereits Ende 1583 erhielt Kirmeser einen Ruf als Propst an das Augustiner-Chorherrenstifts in Glatz. Dieses war vom Prager Erzbischof Ernst von Pardubitz gegründet worden und gehörte mit dem Glatzer Land zum Erzbistum Prag. Obwohl Kirmeser dem Orden der Augustiner-Chorherren nicht angehörte, erfolgte seine Ernennung zum Propst am 4. Januar 1584 durch Erzbischof Martin Medek von Müglitz. Als Propst hatte Kirmeser vor allem die Aufgabe, die klösterliche Ordnung im Stift, die während der Reformation gesunken war, wiederherzustellen und das Stift in religiöser und wirtschaftlicher Hinsicht wieder aufzubauen. Bald nach seiner Ankunft in Glatz versuchte er, mit dem lutherischen Rat der Stadt einen freundschaftlichen Kontakt aufzunehmen. Obwohl er am Sonntag Quasimodogeniti eine Predigt mit dem Titel „Pax vobis“ hielt, vertrat er den katholischen Standpunkt sehr bestimmt. Da sich die Glatzer Bevölkerung fast vollständig zum Luthertum bekannte, hatte er mit gegenreformatorischen Maßnahmen wenig Erfolg. Als 1586 mehrere Landadelige den stiftseigenen Meierhof in Niederschwedeldorf überfielen und 19 Kühe, vier Mastochsen und sechs Pferde forttrieben, reiste Kirmeser nach Prag und unterbreitete dem Erzbischof einen Plan zur Sicherung des Stiftsbesitzes. Danach sollte das Augustinerstift in ein Jesuitenkolleg umgewandelt werden. Da er damit beim Erzbischof auf vollkommene Ablehnung stieß, gab er den Plan vorerst auf. Obwohl das Stift 1361 vom Landesherrn Karl IV. von allen Steuern und Landesabgaben befreit worden war, protestierte der einheimische Adel immer wieder gegen diese Privilegien. 1591 musste Kirmeser mit den Glatzer Ständen einen Vertrag schließen, mit dem er sich verpflichtete, sich an den Landesumlagen zu beteiligen. Daraufhin nahm er seinen Plan, das Stift in ein Jesuitenkolleg zu verwandeln, wieder auf und wandte sich an Bischof Medeks Nachfolger Zbynko Berka von Duba und Leipa. Zur Begründung führte er an, dass er nicht mehr in der Lage sei, das Stift gegen die Angriffe „der Lutheraner, Kalviner und Schwenckfelder“ zu behaupten. Da auch Erzbischof Berka von Duba und Leipa Kirmesers Vorhaben entschieden ablehnte, wandte sich Kirmeser mit Unterstützung der Jesuiten unmittelbar an den Papst, von dem er 1594 zur Resignation aufgefordert wurde. Am 9. März 1595 löste Papst Clemens VIII. die Ordensgemeinschaft der Glatzer Augustiner-Chorherren auf und übergab deren Besitzungen den Jesuiten. Die verbliebenen Augustinermönche sollten von anderen Stiften des Ordens aufgenommen werden. Die Vollziehung des Breve wurde den Bischöfen von Breslau, Olmütz und Wien übertragen.
Nachdem Kaiser Rudolf II. als böhmischer Landesherr der päpstlichen Entscheidung zustimmte, musste auch der Prager Erzbischof seinen Widerstand aufgeben. Am 28. September 1597 übergaben zwei Kaiserliche Räte und der Prager Propst Leopold Popel von Lobkowitz das Stift dem Jesuitenorden. Die Glatzer Stände und die Stadt Glatz, die Kirmeser als einen Verräter bezeichneten und von Rudolf II. die Zurückberufung der Augustiner-Chorherren verlangten, wurden nicht erhört. Enttäuscht äußerte sich in einem Brief vom 8. September 1597 auch Bischof Berka von Duba und Leipa: Er habe beabsichtigt, die Glatzer Augustinerpropstei zu einem Bischofssitz und den Augustinerpropst zu einem Suffragan von Prag zu ernennen. Damit dürfte auch Propst Kirmeser zu den Verlierern gehört haben. Es ist nicht bekannt, ob er möglicherweise von Anfang an die Übergabe der Propstei an die Jesuiten verfolgte.
1597 wurde Christoph Kirmeser mit päpstlicher und kaiserlicher Hilfe Abt des Benediktinerklosters St. Lambrecht in der Steiermark, resignierte jedoch schon ein Jahr später, weil er dort auf Ablehnung stieß. 1598 wurde er Pfarrer in Sankt Lorenzen im Mürztal. Weitere Lebensdaten und sein Todesdatum sind nicht bekannt.

## Werke
- Pax Vobis. Ein christliche Predig von dem Friede unsers Lieben Herrn... Getruckt zu Ingolstatt / durch Wolffgang Eder. M. D. LXXXXII. (online).